# Vrhovo
Vrhovo – wieś w Słowenii, w gminie Radeče. W 2018 roku liczyła 268 mieszkańców.